# Dave Cummings
Pour les articles homonymes, voir Cummings.
Dave Cummings, né David Charles Conners le 13 mars 1940 à Saratoga Springs, New York, et mort le 5 octobre 2019, est un acteur pornographique américain.

## Biographie
Diplômé d'un Bachelor of Science en économie et d'un Master en administration publique, il travaille pendant 25 ans en tant qu'officier dans l'armée américaine. Lieutenant-colonel lors de sa retraite, il fut marié pendant 22 ans et a 4 petits enfants.
Dave Cummings a joué dans plus de 500 films pornographiques et est réputé pour son endurance. Il entre en 2007 dans le prestigieux AVN Hall of Fame puis au XRCO Hall of Fame en 2011,.